# Dorfkapelle Pfrentsch

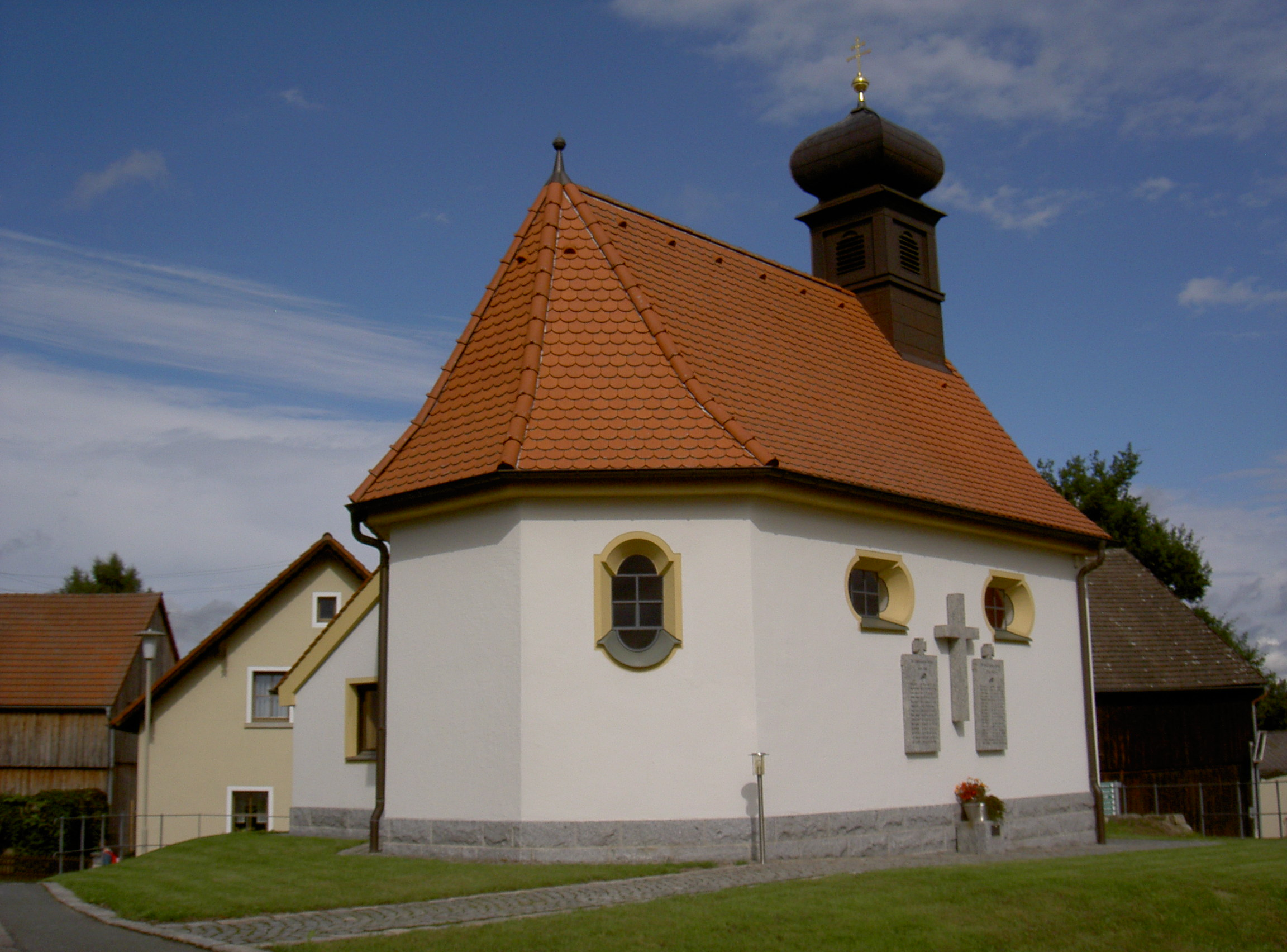
Dorfkapelle Pfrentsch

Die römisch-katholische Dorfkapelle Pfrentsch liegt im Ortsteil Pfrentsch der oberpfälzischen Gemeinde Waidhaus. Die Kapelle ist der hl. Jungfrau Maria geweiht und sie gehört zur Expositur Burkhardsrieth.

## Geschichte
Die erste Kapelle ließ hier 1689 Franz Ferdinand von Rummel, der spätere Fürstbischof der Diözese Wien, errichten. Da die Kapelle Anfang des 20. Jahrhunderts als zu klein erschien, suchte der Stadtpfarrer Reiser von Pleystein am 23. September 1910 beim Bistum Regensburg um Genehmigung einer neuen und größeren Kapelle an; die Erlaubnis hierzu wurde ihm bereits am 29. Oktober 1910 erteilt. Den Plan hierzu erstellte Hans Solfrank aus Weiden in der Oberpfalz nach einem Entwurf von Heinrich Hauberrisser aus Regensburg. In der neu errichteten Kapelle haben nun 30 Personen Platz.
Die Einweihung der Kapelle fand 1912 statt; den Kreuzweg weihte Frater Günther Heigl von Pfreimd am 7. März 1914.

## Baulichkeit
Die Kirche ist im neobarocken Baustil errichtet. Sie ist ein Steildachbau mit einem dreiseitig geschlossenen Chor. Auf dem Dach befindet sich ein Dachreiter mit einer Zwiebelhaube. Auf einer Seite war ein barock anmutender Schweifgiebel geplant, der aber nicht zur Ausführung gelangte. Seitlich ist eine Sakristei abgebaut. Eine Renovierung der Kapelle und Neugestaltung der Außenanlagen fand 2016 statt. Unter der Kapelle sind archäologische Spuren des Vorgängerbaus vorhanden.

## Ausstattung
Altar und Bild der Unbefleckten Empfängnis wurden von dem Bildhauer Franz Loibl aus Regensburg erstellt, der Kreuzweg wurde nach einem Entwurf von Feuerstein von Ernest Bernhard aus München angefertigt. Die Glocke wurde von Johann Hahn aus Landshut geliefert. 1936 stiftete Maria Voit eine neue St.-Konrad-Glocke, die von Karl Hahn, Regensburg, gegossen wurde.